# パウル・キルヒホフ (地理学・人類学)
パウル・キルヒホフ（ドイツ語: Paul Kirchhoff、1900年8月17日 - 1972年12月9日）は、ドイツ生まれの人類学者で地理学者。

## 経歴
ベルリン大学でメキシコの民族学について学んだ後、1938年にメキシコ国立人類学歴史学学校の共同創立者となった。彼は、メキシコ国立自治大学の研究者となった。1972年にメキシコシティで亡くなった。
共産主義者であったことでも知られる。メキシコのGrupo de Trabajadoresと呼ばれる組織に属していた。KAPDのメンバーでもあった。

## 研究内容・業績
彼の業績として知られるのは、メキシコと中央アメリカの民族誌、民族、民俗習慣に関しての研究を行って、高度な農耕文化に支えられた文明が発展した地域について「メソアメリカ」という概念を提唱したことである。彼は1972年にメキシコシティで亡くなったが、メソアメリカの概念は、それを提唱した彼の名前とともに記憶され、メキシコからパナマまでの地域の人類学、考古学を研究する上で重要な概念として用いられている。